# Chráněná krajinná oblast Labské pískovce
Chráněná krajinná oblast Labské pískovce (CHKO Labské pískovce) je chráněná krajinná oblast v Česku. Vyhlášena byla 19. září 1972. CHKO spravuje Správa NP České Švýcarsko, sídlící v Krásné Lípě. Rozloha CHKO činí 243 km², nadmořská výška se pohybuje v rozmezí 115 až 723 metrů, nejvyšším bodem je vrchol Děčínského Sněžníku.
CHKO se nalézá v okresech Děčín a Ústí nad Labem v Ústeckém kraji. Nachází se v německém příhraničí přibližně mezi Petrovicemi na západě, Českou Kamenicí na východě, Děčínem na jihu a Mikulášovicemi na severu. Území CHKO je národním parkem České Švýcarsko rozděleno do čtyř oddělených částí.

## Historie
Chráněná krajinná oblast byla vyhlášena dne 19. září 1972 výnosem ministerstva kultury. Dne 1. ledna 2000 byla část území vyčleněna jako národní park České Švýcarsko. Od 1. června 2017 vykonává správu území chráněné krajinné oblasti Správa Národního parku České Švýcarsko.

## Přírodní poměry
Geograficky zaujímá spolu s Národním parkem České Švýcarsko většinu geomorfologického celku Děčínská vrchovina s nejvyšším vrcholem Děčínský Sněžník (723 metrů). Rozprostírá se severně od Českého středohoří – zhruba od obce Petrovice a Tiských stěn na západě, dále přes Děčín až po Chřibskou na východě.
Přírodní poměry jsou stejné jako v národním parku České Švýcarsko, avšak hustší osídlení zanechalo svůj vliv v menší rozmanitosti fauny a flóry. Velmi cenná je však zachovaná lidová architektura v podobě roubených domů.
Povrch tvoří pískovce křídového stáří. Počet skalních útvarů v krajině je srovnatelný s národními parky v USA v Arizoně a Utahu,[zdroj⁠?!] avšak na západě USA jsou skalní útvary vlivem suchého klimatu obnažené, zatímco v Labských pískovcích jsou pokryté lesy.
Současná podoba území se začala vytvářet v období svrchní křídy na konci druhohor. V souvislosti s táním ledu byla zdejší krajina zaplavena mořem. Do něj splavovaly vodní toky materiál z krajiny, která zůstala nad hladinou. Tíha materiálu stlačovala dno a na původním podloží se vytvořila vrstva až jeden kilometr silná, tvořená převážně pískem, jílem a štěrkem. Po ústupu moře přibližně před 65 miliony lety se méně stabilní horniny jako jílovce a prachovce rychle rozpadaly. Zůstala vrstva křemenných pískovců o tloušťce 350–420 metrů. Následně v období třetihor došlo v důsledku kolize litosférických desek k alpinskému vrásnění, kdy byly pískovcové vrstvy české křídové tabule vyzdviženy nad původní úroveň a vlivem nestejnoměrných tlaků došlo k jejich fragmentaci. Následné střídání ledových a meziledových dob spolu s říční erozí i působením větru vymodelovaly pískovcové skály do současné podoby.

## Maloplošná chráněná území
Národní přírodní rezervace
- Kaňon Labe
- Růžák

Přírodní rezervace
- Arba
- Čabel
- Holý vrch u Jílového
- Libouchecké rybníčky
- Maiberg
- Niva Olšového potoka
- Pavlínino údolí
- Pekelský důl
- Rájecká rašeliniště
- Stará Oleška

Přírodní památky
- Eiland
- Hofberg
- Jeskyně pod Sněžníkem
- Meandry Chřibské Kamenice
- Pod lesem
- Rybník u Králova mlýna
- Sojčí rokle
- Tiské stěny

Smluvně chráněná území
- Jílové u Děčína – škola